# 宮崎県道44号宮崎高鍋線
宮崎県道44号宮崎高鍋線（みやざきけんどう44ごう みやざきたかなべせん）は、宮崎県宮崎市から児湯郡高鍋町に至る県道（主要地方道）である。

## 概要
宮崎市江平西一丁目から児湯郡高鍋町大字北高鍋に至る。

### 路線データ
- 起点：宮崎県宮崎市江平西一丁目（国道10号交点）
- 終点：宮崎県児湯郡高鍋町大字北高鍋（高鍋町樋渡交差点、国道10号交点）
- 総延長：32.1 km

## 歴史
- 1982年（昭和57年）10月29日 - 宮崎県告示第1,251号により路線認定される[1]。
- 1993年（平成5年）5月11日 - 建設省から、県道宮崎高鍋線が宮崎高鍋線として主要地方道に指定される[2]。
- 2016年（平成28年）3月30日 - 1996年（平成8年）度から着手した那珂工区（バイパス）が開通[3]。
- 2020年（令和2年）4月2日 - 宮崎県告示第265号により今坂交差点 - 佐土原町田中交差点間の県道指定が解除される[4]。しかし、那珂交差点 - 佐土原町東上那珂間は県道の指定がない。

## 路線状況

### 通称・バイパス
- 宮崎市
  - 神宮参道（江平西一丁目 - 宮崎神宮前交差点）
  - 神宮南通り（宮崎神宮前交差点 - 文化公園前交差点）
  - 文化公園前通り（文化公園前交差点 - 矢の先交差点）
  - 米良街道（那珂交差点 - 今坂交差点）
  - ひむか神話街道（上田島交差点 - 佐土原町上田島）
  - 春日バイパス（那珂交差点 - 今坂交差点）
  - 那珂バイパス（佐土原町東上那珂 - 佐土原町上田島）
    - 宮崎市道佐土原駅那珂線から宮崎県道326号宮本新町線までの延長約2.2 kmのバイパス[3]。
    - 道路の両側にゴルフ場があるため、ゴルフボールの飛来を防ぐトンネル状ネットフェンス（防球施設）が設置されている[5]。

### 重複区間
- 宮崎県道333号下北方古墳線（宮崎市矢の先町・矢の先交差点 - 宮崎市下北方町東矢ノ先・平和台公園交差点）
- 宮崎県道14号佐土原国富線（宮崎市佐土原町東上那珂・信成町交差点 - 宮崎市佐土原町東上那珂・那珂交差点）
- 宮崎県道326号宮本新町線（宮崎市佐土原町上田島 - 宮崎市佐土原町上田島・佐土原町田中交差点）

### 道路施設

#### 橋梁
起点から
- 井上橋（井上川、宮崎市）
- 沖木橋（石崎川、宮崎市）
- 一ツ瀬橋（一ツ瀬川、宮崎市 - 児湯郡新富町）
- 光音寺橋（宮田川、児湯郡高鍋町）

## 地理

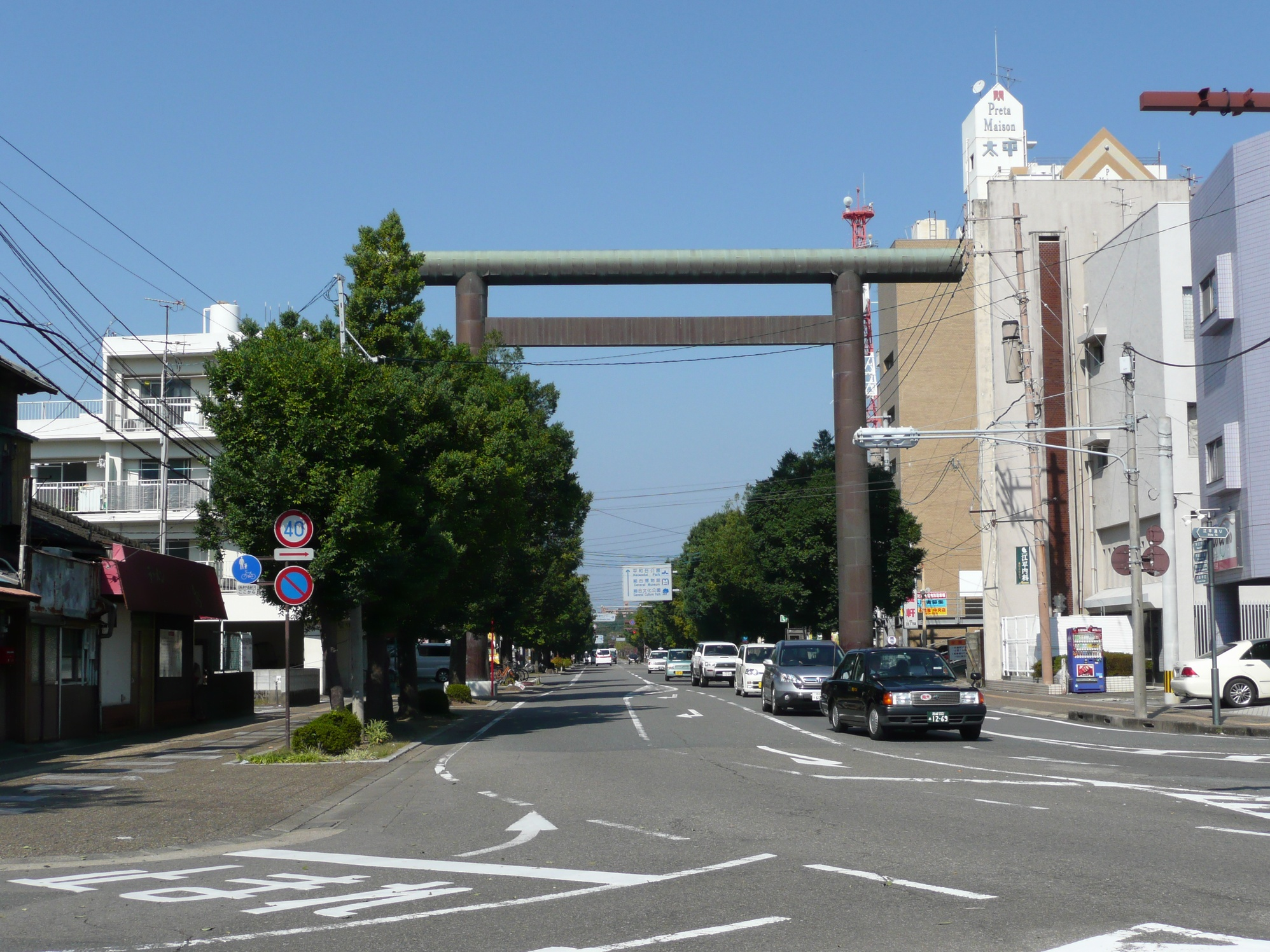
一の鳥居（起点）

### 通過する自治体
- 宮崎市
- 児湯郡新富町
- 児湯郡高鍋町

### 交差する道路
| 交差する道路                                          | 市町村名 | 市町村名 | 交差する場所     | 交差する場所       |
| ----------------------------------------------------- | -------- | -------- | ---------------- | ------------------ |
| 国道10号 / 江平通り                                   | 宮崎市   | 宮崎市   | 江平西一丁目     | 起点               |
| 宮崎県道332号宮崎神宮線 / 神宮南通り                  | 宮崎市   | 宮崎市   | 神宮2丁目        | 宮崎神宮前交差点   |
| 宮崎県道333号下北方古墳線 重複区間起点                | 宮崎市   | 宮崎市   | 矢の先町         | 矢の先交差点       |
| 宮崎県道333号下北方古墳線 重複区間終点                | 宮崎市   | 宮崎市   | 下北方町東矢ノ先 | 平和台公園交差点   |
| 宮崎県道9号宮崎西環状線                               | 宮崎市   | 宮崎市   | 池内町池ノ内     | 池内南交差点       |
| 国道219号 / 春田バイパス                              | 宮崎市   | 宮崎市   | 佐土原町東上那珂 |                    |
| 宮崎県道14号佐土原国富線 重複区間起点                 | 宮崎市   | 宮崎市   | 佐土原町東上那珂 | 信成町交差点       |
| 宮崎県道14号佐土原国富線 重複区間終点                 | 宮崎市   | 宮崎市   | 佐土原町東上那珂 | 那珂交差点         |
| 宮崎県道326号宮本新町線 / ひむか神話街道 重複区間起点 | 宮崎市   | 宮崎市   | 佐土原町上田島   |                    |
| 宮崎県道326号宮本新町線 / ひむか神話街道 重複区間終点 | 宮崎市   | 宮崎市   | 佐土原町上田島   | 佐土原町田中交差点 |
| 宮崎県道18号荒武新富線                                | 児湯郡   | 新富町   | 大字新田         | 新田新町交差点     |
| 宮崎県道309号川床日向新富停車場線                     | 児湯郡   | 新富町   | 大字三納代       | 平伊倉交差点       |
| 宮崎県道24号高鍋高岡線                                | 児湯郡   | 高鍋町   | 大字南高鍋       |                    |
| 宮崎県道305号日置南高鍋線                             | 児湯郡   | 高鍋町   | 大字南高鍋       | 高鍋町宮田交差点   |
| 国道10号 / 高鍋バイパス                               | 児湯郡   | 高鍋町   | 大字北高鍋       | 高鍋町樋渡交差点   |

### 沿線
| - 宮崎市 - NHK宮崎放送局 - 宮崎県立宮崎大宮高等学校 - 宮崎神宮 - 宮崎県立芸術劇場（愛称：メディキット県民文化センター） - 宮崎県立美術館 - 宮崎県立図書館 - 宮崎県立平和台公園 - 宮崎市立池内小学校 - 古賀総合病院 - 宮崎市立那珂小学校 - 宮崎市佐土原西体育館 - 宮崎市立佐土原中学校 - 宮崎市城の駅 佐土原いろは館 - 宮崎市佐土原歴史資料館（鶴松館） - 宮崎市立佐土原小学校 - 佐土原神社 | - 児湯郡新富町 - 航空自衛隊新田原基地 - 唐ケ山公園 - 新富町立富田小学校 旧・追分分校 - 児湯郡高鍋町 - 高鍋町美術館 - 宮崎県立産業技術専門校高鍋校 |